# Формула Лимфатера
«Формула Лимфатера» (пол. Formuła Lymphatera) — рассказ Станислава Лема, опубликованный в 1961 году в рамках цикла «Из воспоминаний Ийона Тихого».

## Сюжет
В рассказе описывается история учёного Лимфатера. Он работал в области математики в 70-е годы и начал интересоваться кибернетикой. Постепенно, увлекшись кибернетикой, Лимфатер стал изучать работу мозга у животных. У некоторых животных помимо полученных знаний о мире в нервной системе заложены знания, переданные им через геном от предков. Лимфатер обращает внимание на муравьев, тщательно изучает их нервную систему. Он задается вопросом: возможны ли такие априорные знания о мире, которыми муравьи владеют, но эти знания не передаются по наследству и не приобретаются в ходе повседневной деятельности?
Главный герой обращается к пожилому мирмекологу Шантарлю, который сообщает ему о странном случае, когда муравьи из дельты Амазонии мгновенно приспособились к местности, расположенной за тысячи километров от их дома. Шантарль предполагает, что муравьи каким-то образом получили информацию о том, как жить на этой местности и охотиться на местных насекомых. Лимфатер заинтригован и предполагает, что существуют способы получения информации о мире в обход органов чувств. Данные муравьи каким-то образом при определённых условиях могут получать эту информацию. Лимфатер думает, что этот механизм позволяет птицам ориентироваться в пространстве и совершать длительные перелеты.
Лимфатер изучает парапсихологию и уверен, что в редчайших случаях человек также может при определённых условиях получать априорную внечувственную информацию.
Вскоре Лимфатер открывает формулу, которая описывает состояние клеток живого организма, при котором организм имеет доступ к априорной информации. На основе этого тайного открытия ученый строит лабораторию, в которой создает мыслящюю машину. Машина, после запуска, ведет диалог с ученым, который вскоре понимает, что машина намного превосходит человечество по интеллектуальному потенциалу. Априорное знание, которое поглощает машина, намного больше суммы знаний всего человечества. Поняв, что он создал потенциальную угрозу человечеству, Лимфатер уничтожает машину, однако всё равно боится, что кто-нибудь другой догадается пойти по его стопам.